# Angelo
Angelo – postać fikcyjna stworzona przez Williama Szekspira, będąca bohaterem komedii Miarka za miarkę.
Angelo jest następcą Vincentia w roli sędziego. Tenże musiał opuścić kraj z nieokreślonych powodów. Zastępujący go bohater prowadzi rządy twardej ręki, działając zgodnie z literą prawa, lecz wbrew zdrowemu rozsądkowi. Skazuje Claudia na śmierć za to, że ten współżył ze swoją narzeczoną jeszcze przed zawarciem przez nich małżeństwa. Za bratem wstawia się Isabella, przygotowująca się do służby w zakonie – jest jednak tak piękna, że Angelo, brew swoim zasadom, postanawia ją uwieść.
Postać ta jest bardzo podobna do Shylocka, bohatera Kupca weneckiego; podobnie jak ona może być odgrywana w zarówno komiczny, jak i tragiczny sposób.
W Polsce w postać Angela wcielił się m.in. Radosław Krzyżowski.